# Рипан, Ралука
Ралука Рипан (рум. Raluca Ripan; 27 июня 1894, Яссы — 5 декабря 1972, Клуж-Напока, СР Румыния)
— румынский химик, педагог, профессор (с 1931) и ректор (в 1952—1957) Клужского университета. Первая женщина, избранная членом Румынской академии (с 1948). Общественный деятель. Герой Социалистического труда Румынии (1971).

## Биография
Родилась в семье чиновника Румынских железных дорог.
В 1919 году окончила химический факультет Ясского университета. С 1920 года работала в Клужском университете, с 1930 — доцент факультета химии, декан, профессор (с 1931), ректор (в 1952—1957) Клужского университета.
С 1957 года — основатель и директор одного из самых престижных исследовательских учреждений в стране — Института химии Академии СР Румынии в Клуж-Напоке, который, начиная с 1994 года, носит её имя.
В 1922 году защитила кандидатскую диссертацию в Университете Клужа.
Избиралась депутатом Великого национального собрания Румынии (1952—1957).

## Научная деятельность
Научные работы Р. Рипан относятся к аналитической и неорганической химии.
Исследовала строение комплексных соединений и возможность их применения в аналитических целях.
Автор нескольких изобретений (в том числе «Способ повышения плавучести руд»). Разработала макро- и микрохимические методы определения катионов таллия, свинца и теллура и анионов селеновой, селеноциановой и других кислот.
Автор учебников «Неорганическая химия. Химия металлов» (1968—1969) и «Руководство к практическим работам по неорганической химии. (Неметаллы)» (1961).

## Избранные труды
- Chimie analitică calitativă. Semimicroanaliză (1954) ;
- Curs de chimie anorganică. Metaloizi (1954—1955) ;
- Manual de lucrări practice de chimie anorganică (1961, в соавт.) ;
- Chimia metalelor (т. I, 1968) ; Chimia metalelor (2 т., 1969, в соавт..) ;
- Tratat de chimie analitică (1973).

## Награды и признание заслуг
- Герой Социалистического труда Румынии (1971)[1]
- Орден Труда I степени (1953)[2]
- Орден Труда I степени (1954)[3]
- Орден Звезды Народной Республики Румыния II степени (1959)[4]
- Орден «За научные заслуги» I степени (1966)[5]
- Медаль «40 лет со дня основания Коммунистической партии Румынии» (1961)[6]
- Член Румынской академии (с 1948)
- Почётный член Общества промышленной химии (Франция)
- Член Немецкого химического общества
- Доктор honoris causa Университета имени Н. Коперника (Торунь, Польша).